# Ricardo da Costa
Ricardo da Costa (Ricardo Luiz Silveira da Costa, 16 de diciembre de 1962 - ) es un historiador brasileño, especialista en la filosofía y la cultura de la Edad Media.

## Vida
Nació en Río de Janeiro, Brasil, donde trabajó como músico profesional durante veinte y dos años 1978–2000. Hizo su bachillerato en la Universidade Santa Úrsula y en la Universidade Estácio de Sá en los años 1981–1983 y 1990–1994.
En los años 1994-2000 hizo su maestrazgo y doctorado en la Universidade Federal Fluminense, con un curso de paleografía de catalán antiguo en el Raimundus-Lullus-Institut de la Universidad de Friburgo, Friburgo de Brisgovia, bajo la supervisión del Prof. Dr. Fernando Domínguez Reboiras.
En 2000 obtuvo la cátedra de Historia Medieval en la Universidad Federal de Espírito Santo (UFES). En 2005 entró a formar parte de la Real Academia de Buenas Letras de Barcelona en la calidad de Acadèmic corresponent.
En 2003 y 2005 hizo dos trabajos de pos-doctorado en la Universidad Internacional de Cataluña (UIC), bajo la supervisión del Prof. Dr. Josep Serrano i Daura. Los temas fueron los templarios y las siete artes liberales en la filosofía de Ramon Llull.
Actualmente, el Prof. Da Costa trabaja en el Departamento de Teoría del Arte y Música (DTAM) de UFES, en los Programas de Postgrado de Filosofía y Artes de UFES y es Professor efectivo do Programa de Doctorado Internacional a Distancia del Institut Superior d'Investigació Cooperativa IVITRA [ISIC-2012-022] - Transferencias Interculturales e Históricas en la Europa Medieval Mediterránea, de la Universitat d'Alacant.

## Trayectoria intelectual
Se dedica al estudio de la Edad Media europea adoptando los temas y objetivos de la Nueva historia (Nouvelle Histoire).
Ha escrito extensamente sobre una gran variedad de temas y traducido numerosos documentos del filósofo catalán Ramon Llull (1232-1316) al portugués. Como historiador social se ha centrado en el análisis de la guerra en la península ibérica, los templarios, el amor cortés, la muerte, el filósofo Ramon Llull, la iconografía y más recientemente en los tratados de San Bernardo de Claraval.
El Prof. Da Costa hizo la traducción de la novela de caballería “Curial e Güelfa” por la primera vez al portugués, bajo la dirección del Prof. Vicent Martines, de la Universidad de Alicante, para el proyecto IVITRA, de lo cual es miembro, trabajo publicado por la University of California, Santa Bárbara.

## Publicaciones
- COSTA, Ricardo da. A Guerra na Idade Média - um estudo da mentalidade de cruzada na península ibérica. Rio de Janeiro: Edições Paratodos, 1998, 313 p. (ISBN 85-86451-04-5)

- RAMON LLULL. O Livro da Ordem de Cavalaria (c. 1275) (trad. apres. y notas de Ricardo da Costa). São Paulo: Instituto Brasileiro de Filosofia e Ciência Raimundo Lúlio, 2000, 135 p. (ISBN 85-86084-12-3).

- RAMON LLULL. O Livro dos Anjos (c. 1274-1283) (trad. apres. y notas de Ricardo da Costa y Eliane Ventorim). São Paulo: Instituto Brasileiro de Filosofia e Ciência Raimundo Lúlio, 2002, 167 p. (ISBN 85-89294-01-3 ).

- COSTA, Ricardo da (org.). Testemunhos da História - Documentos de História Antiga e Medieval. Vitória: Edufes, 2003, 343 p. (ISBN 85-87106-56-2)

- COSTA, Ricardo da. Las Definiciones de las Siete Artes Liberales y Mecánicas en la Obra de Ramon Llull. São Paulo / Porto: CEMOrOc-USP IJI - Editora Mandruvá - Univ. do Porto - Faculdade de Direito (Instituto Jurídico Interdisciplinar). Série Especial de Livros da Revista Notandum, 2005, 114 p. (ISSN 1516-5477)

- RAIMUNDO LÚLIO. Livro das Bestas (c. 1289) - Coleção Grandes Obras do Pensamento Universal - 50 (trad., apres. y notas de Ricardo da Costa e GPM I). São Paulo: Editora Escala, 2006, 98 p. (ISBN 85-7556-781-0).

- RAIMUNDO LÚLIO. O Livro dos Mil Provérbios (1302) - Coleção Grandes Obras do Pensamento Universal - 68 (trad., apres. y notas de Ricardo da Costa e GPM II). São Paulo: Editora Escala, 2007, 146 p. (ISBN 85-7556-871-X).

- RAIMUNDO LÚLIO. Félix - O Livro das Maravilhas. Parte I - Coleção Grandes Obras do Pensamento Universal - 95 (trad., apres. y notas de Ricardo da Costa). São Paulo: Editora Escala, 2009, 235 p. (ISBN 978-85-389-0000-9)

- RAIMUNDO LÚLIO. Félix - O Livro das Maravilhas. Parte II - Coleção Grandes Obras do Pensamento Universal - 96 (trad., apres. y notas de Ricardo da Costa). São Paulo: Editora Escala, 2009, 348 p. (ISBN 978-85-389-0002-3)

- COSTA, Ricardo da, y LEMOS, Tatyana Nunes. Poemas de Ramon Llull. Desconsolo (1295) - Canto de Ramon (1300) - O Concílio (1311) (Prefacio de Alexander Fidora [ICREA]). Rio de Janeiro/São Paulo: Angelicvm/CEMOrOC, 2009, 87p. (ISBN 978-85-99255-10-0)

- COSTA, Ricardo da. Ensaios de História Medieval (Prefacio de Edmar Checon de Freitas [Uff]). Rio de Janeiro/São Paulo: Angelicvm/CEMOrOC, 2009, 445p. (ISBN 978-85-99255-09-4)

- RAMON LLULL. Raimundo Lúlio e as Cruzadas. Rio de Janeiro: Editora Sétimo Selo, 2009, 137p. (ISBN 85-99255-11-8) Prefacio de Pere Villalba Varneda Universidad Autónoma de Barcelona, Introducción de Fernando Domínguez Reboiras (Raimundus Lullus Institut Albert-Ludwigs-Universität de Friburgo de Brisgovia) y Posfacio de Ricardo da Costa.

- JAIME I. Livro dos Feitos. Sao Paulo: Instituto Brasileiro de Filosofia e Ciência Raimundo Lúlio, 2010, 491p. (ISBN 978-85-89294-19-5.)

- CURIAL E GUELFA. University of California, Santa Barbara. Editora: Publications of eHumanista, 2011, 511p. (ISBN 978-607-95570-1-0). Trad. y notas, Ricardo da Costa. Revisao: Armando Alexandre dos Santos. Estudo introductorio y edición: Antoni Ferrando (Universitat de València). Foreword: Antonio Cortijo Ocaña (University of California Santa Barbara).

## Publicaciones (en colaboración)
- COSTA, Ricardo da, y ZIERER, Adriana. "Boécio e Ramon Llull: a Roda da Fortuna, princípio e fim dos homens". In: Revista Convenit Internacional 5 (Editora Mandruvá) (ISSN 1517-6975). Herausgegeben vom Forschungsprojekt Die Umbrüche in der Wissenskultur des 12. und 13. Jahrhunderts. Johann Wolfgang Goethe-Universität Frankfurt am Main - 2000. Editors ad hoc of Convenit 5: Alexander Fidora e Andreas Niederberger .

- COSTA, Ricardo da, y ZIERER, Adriana. "Vida de Macrina: santidad, virginidad y ascetismo femenino cristiano en Asia Menor del siglo IV". In: Revista Conciencia. México, Año 2, Número 6, Agosto de 2001.

- COSTA, Ricardo da, y GONÇALVES, Alyne dos Santos. “Codex Manesse: quatro iluminuras do Grande Livro de Canções manuscritas de Heidelberg (século XIII) - análise iconográfica. Primeira parte”. In: Brathair 1 (1), 2001: p. 03-12 (ISSN 1519-9053) .

- COSTA, Ricardo da, y OLIVEIRA, Bruno. “Visões do apocalipse anglo-saxão na Destruição Britânica e sua Conquista (c. 540), de S. Gildas”. In: Brathair, 1 (2), 2001: p. 19-41 (ISSN 1519-9053) .

- COSTA, Ricardo da, y VENTORIM, Eliane. “Entre o real e o imaginado. Prolongamentos apocalípticos angélicos na tradição filosófica medieval: Ramon Llull e o Livro dos Anjos (1274-1283)”. In: Estudos de Religião 23. Revista Semestral de Estudos e Pesquisas em Religião. São Bernardo do Campo: UMESP, 2002, Ano XVI, n. 23, dezembro de 2002 (ISSN 0103-801X) .

- COSTA, Ricardo da, y COUTINHO, Priscilla Lauret. “Entre a Pintura e a Poesia: o nascimento do Amor e a elevação da Condição Feminina na Idade Média”. In: GUGLIELMI, Nilda (dir.). Apuntes sobre familia, matrimonio y sexualidad en la Edad Media. Colección Fuentes y Estudios Medievales 12. Mar del Plata: GIEM (Grupo de Investigaciones y Estudios Medievales), Universidad Nacional de Mar del Plata (UNMdP), diciembre de 2003, p. 4-28 (ISBN 987-544-029-9) .

- COSTA, Ricardo da, y PARDO PASTOR, Jordi. “El Llibre del Gentil e dels tres savis (c. 1274-1276) de Ramon Llull i la Vikuah (c. 1264) de Nahmànides. Noves dades sobre la Disputa de Barcelona de 1263 i les reflexions lul.lianes”. In: LEMOS, Maria Teresa Toribio Brittes e LAURIA, Ronaldo Martins (org.). A integração da diversidade racial e cultural do Novo Mundo. Rio de Janeiro: UERJ, 2004 (ISBN 85-900104-9-X)  Archivado el 5 de enero de 2009 en Wayback Machine.

- COSTA, Ricardo da, y SOUSA, Jorge Prata de. “Corpo & alma, vida & morte na medicina ibérica medieval: o Regimento proveitoso contra a pestilência (c. 1496)”. In: História, Ciência, Saúde - Manguinhos. Rio de Janeiro: Casa de Oswaldo Cruz/Fundação Oswaldo Cruz, set.-dez. 2005, volume XII, número 3, p. 841-851 (ISSN 0104-5970) .

- ALVIM, Davis Moreira, y COSTA, Ricardo da. “Anchieta e as metamorfoses do imaginário medieval na América portuguesa”. In: Revista Ágora, Vitória, n. 1, 2005, p. 1-19 (ISSN 1980-0096) .

- COSTA, Ricardo da, y BIANCHI, Carolina. “A Taula de Sant Miquel (séc. XIII) do mestre de Soriguerola (Baixa Cerdanha - Catalunha)”. In: CAVALCANTI, Carlos M. H. (dir.). História, imagem e narrativas. Rio de Janeiro: Revista Eletrônica, n. 2, ano 1, abril/2006 (ISSN 1808-9895) .

- COSTA, Ricardo da, y SEPULCRI, Nayhara. “A donzela que não podia ouvir falar de foder” e “Da mulher a quem arrancaram os colhões”: dois fabliaux e as questões do corpo e da condição feminina na Idade Média (sécs. XIII-XIV)”. In: Mirabilia 6 - Revista Eletrônica de História Antiga e Medieval - Journal of Ancient and Medieval History - A educação e a cultura laica na Idade Média (ISSN 1676-5818), dezembro de 2006 .

- COSTA, Ricardo da, y SEPULCRI, Nayhara. “Querer o bem para nós é próprio de Deus. Querer o mal só depende de nosso querer. Não querer o bem é totalmente diabólico”: São Bernardo de Claraval (1090-1153) e o mal na Idade Média”. In: Anais do II Simpósio Internacional de Teologia e Ciências da Religião (ISSN 1981-285X), Belo Horizonte, ISTA/PUC Minas, 2007 .

- LANZIERI JÚNIOR, Carlile, y COSTA, Ricardo da. “As Sagradas Escrituras orientam, educam e salvam: a educação monástica de Guiberto de Nogent (c.1055-1125)”. In: Revista Ágora, Vitória, n. 6, 2007, p. 1-19 (ISSN 1980-0096) .

- BRAGANÇA JÚNIOR, Álvaro, PARDO PASTOR, Jordi, y COSTA, Ricardo da. “O Livro dos Mil Provérbios (1302) de Ramon Llull: texto e contexto”. In: Ramon Llull. O Livro dos Mil Provérbios (1302) - Coleção Grandes Obras do Pensamento Universal - 68. São Paulo: Editora Escala, 2007, p. 09-31 (ISBN 85-7556-871-X) .

- COSTA, Ricardo da, y ZIERER, Adriana. “Os torneios medievais”. In: Boletín Electrónico de la Sociedad Argentina de Estudios Medievales (SAEMED), año II, n. 3, Abril/Julio de 2008 (ISSN 1851-3689) .

- COSTA, Ricardo da, y SILVEIRA, Sidney. “A morte na perspectiva de Santo Tomás de Aquino”. In: SOUZA, José Antônio de Camargo Rodrigues de (org.). Idade Média: tempo do mundo, tempo dos homens, tempo de Deus. Porto Alegre: EST Edições (Escola Superior de Teologia), 2006, p. 223-229 (ISBN 85-7517-165-8) .

- COSTA, Ricardo da, y BIRRO, Renan Marques. “Este é o início de como a Cristandade veio para a Islândia” (“Nú hefr þat, hversu kristni kom á Ísland”): os ricos proprietários rurais e a cristianização da Islândia (sécs. IX-XIII)”. In: Brathair n. 9 (1) 2009 (ISSN 1519-9053) .

- COSTA, Ricardo da, y LEMOS, Tatyana Nunes. “Com ferro, fogo e argumentação”: Cruzada, Conversão e a Teoria dos dois gládios na filosofia de Ramon Llull (1232-1316)”. In: BLASCO VALLÈS, Almudena, e COSTA, Ricardo da (coord.). Mirabilia 10. A Idade Média e as Cruzadas - La Edad Media y las Cruzadas - The Middle Ages and the Crusades (Jan-Jun 2010, p. 196-218) (ISSN 1676-5818) .

- COSTA, Ricardo da, y NOUGUÉ, Carlos. “O Sonho de Cipião de Marco Túlio Cícero”. In: LAUAND, Luiz Jean (coord.). Revista NOTANDUM, n. 22, Ano XIII, jan-abr 2010, p. 37-50. Editora Mandruvá - Univ. do Porto (ISSN 1676-5818) .

- COSTA, Ricardo da, y SANTOS, Armando Alexandre dos. “O pensamento de Santo Tomás de Aquino (1225-1274) sobre a vida militar, a guerra justa e as ordens militares de cavalaria”. In: BLASCO VALLÈS, Almudena, e COSTA, Ricardo da (coord.). Mirabilia 10. A Idade Média e as Cruzadas - La Edad Media y las Cruzadas - The Middle Ages and the Crusades (Jan-Jun 2010, p. 196-218) (ISSN 1676-5818)) .

## Artículos de Ricardo da Costa
- 1995 - Santa Mônica: a criação do ideal da mãe cristã. In: Grupos de Trabalho III — Antigüidade Tardia. Rio de Janeiro: UFRJ, 1995, p. 21-35 .

- 1996 - D. Dinis e a supressão da Ordem do Templo (1312): o processo de formação da identidade nacional em Portugal. In: Cultura e Imaginário no Ocidente Medieval. Arrabaldes - Cadernos de História. Série I. Niterói: Uff, 1996, p. 90-95 .

- 1997 - Ramon Llull (1232-1316) e o modelo cavaleiresco ibérico: o Libro del Orden de Caballería. In: Revista Mediaevalia. Textos e Estudos 11-12 (1997), p. 231-252 (ISSN 0872-0991)

- 2001 - O Espelho de Reis (Speculum Regum) de Frei Álvaro Pais ( 1275/80-1349 1275/80-1349 ) e seu conceito de tirania. In: MALEVAL, Maria do Amparo Tavares (org.). Atas do III Encontro Internacional de Estudos Medievais. Rio de Janeiro: Editora Ágora da Ilha, 2001, p. 338-344 .

- 2001 - A cavalaria perfeita e as virtudes do bom cavaleiro no Livro da Ordem de Cavalaria (1275), de Ramon Llull. In: FIDORA, A. e HIGUERA, J. G. (eds.) Ramon Llull caballero de la fe. Cuadernos de Anuário Filosófico – Série de Pensamiento Español. Pamplona: Universidad de Navarra, 2001, p. 13-40 .

- 2001 - Por uma geografia mitológica: a lenda medieval do Preste João, sua permanência, transferência e “morte”. In: História 9. Revista do Departamento de História da UFES. Vitória: Ufes, 2001, p. 53-64 (ISSN 1517-2120) .

- 2001 - Maiorca e Aragão no tempo de Ramon Llull (1250-1300). In: Mirabilia 1. Revista Eletrônica de História Antiga e Medieval (ISSN 1676-5818), dezembro de 2001 .

- 2001-2002 - A mentalidade de cruzada em Portugal (séculos XII-XIV). In: Estudos sobre a Idade Média Peninsular. Anos 90 - Revista do Programa de Pós-Graduação em História da UFRGS. Porto Alegre: Universidade Federal do Rio Grande do Sul (UFRGS), n. 16, 2001-2002, p. 143-178 (ISSN 0104-236X) .

- 2002 - Revoltas camponesas na Idade Média. 1358: a violência da Jacquerie na visão de Jean Froissart. In: CHEVITARESE, André (org.). O campesinato na História (ISBN 85-7316-272-4). Rio de Janeiro: Relume Dumará / FAPERJ, 2002, p. 97-115 .

- 2002 - A Educação Infantil na Idade Média. In: em LAUAND, Luiz Jean (coord.). Revista VIDETUR 17 (ISSN 1516-5450). Porto: Editora Mandruvá/Faculdade de Educação da USP - Departamento de Filosofia e Ciências da Educação/Projeto Universidades Renovadas e Universidade do Porto - Faculdade de Direito - Instituto Jurídico Interdisciplinar, 2002, p. 13-20 .

- 2002 - Olhando para as estrelas, a fronteira imaginária final – Astronomía e Astrología na Idade Média e a visão medieval do Cosmo. In: Dimensões - Revista de História da UFES 14. Dossiê Territórios, espaços e fronteiras. Vitória: Ufes, Centro de Ciências Humanas e Naturais, EDUFES, 2002, p. 481-501 (ISSN 1517-2120) .

- 2002 - Muçulmanos e Cristãos no diálogo luliano. In: Anales del Seminario de Historia de la Filosofía (UCM), vol. 19 (2002) p. 67-96 (ISSN 0211-2337) .

- 2002 - Reordenando o conhecimento: a Educação na Idade Média e o conceito de Ciência expresso na obra Doutrina para Crianças (c. 1274-1276) de Ramon Llull. In: OLIVEIRA, Terezinha (coord.). Anais Completos da II Jornada de Estudos Antigos e Medievais: Transformação Social e Educação. Universidade Estadual de Maringá, 2002, p. 17-28 (ISSN 1676-6733) .

- 2002 - Codex Manesse: três iluminuras do Grande Livro de Canções manuscritas de Heidelberg - (século XIII) - análise iconográfica. Segunda parte. In: Brathair 2 (2), 2002: p. 09-16 (ISSN 1519-9053) .

- 2002 - Cluny, Jerusalém celeste encarnada (séculos X-XII). In: Revista Mediaevalia. Textos e Estudos 21 (2002), p. 115-137 (ISSN 0872-0991) .

- 2003 - A Educação na Idade Média. A busca da Sabedoria como caminho para a Felicidade: Al-Farabi e Ramon Llull. In: Dimensões - Revista de História da UFES 15. Dossiê História, Educação e Cidadania. Vitória: Ufes, Centro de Ciências Humanas e Naturais, EDUFES, 2003, p. 99-115 (ISSN 1517-2120) .

- 2003 - Um espelho de príncipes artístico e profano: a representação das virtudes do Bom Governo e os vícios do Mau Governo nos afrescos de Ambrogio Lorenzetti (c. 1290-1348?) - análise iconográfica. In: Utopía y Praxis Latinoamericana - Revista Internacional de Filosofìa Iberoamericana y Teoría Social. Maracaibo (Venezuela): Universidad del Zulia, vol. 8, n. 23, octubre de 2003, p. 55-71 (ISSN 1315-5216) .

- 2003 - Codex Manesse: três iluminuras do Grande Livro de Canções manuscritas de Heidelberg (século XIII) - análise iconográfica. Terceira parte. In: Brathair 3 (1), 2003, p. 31-36 (ISSN 1519-9053) .

- 2004 - A ética da polaridade de Ramon Llull (1232-1316): o conhecimento necessário dos vícios e virtudes para o bom cumprimento do corpo social. In: COSTA, Marcos Roberto N. e DE BONI, Luis A. (orgs.). A Ética Medieval face aos desafios da contemporaneidade. Porto Alegre: EDIPUCRS, 2004, p. 487-502 (ISBN 85-7430-496-4)

- 2004 - Love and Crime, Chastisement and Redemption in Glory in the Crusade of Reconquest: Alfonso VIII of Castile in the battles of Alarcos (1195) and Las Navas de Tolosa (1212). In: OLIVEIRA, Marco A. M. de (org.). Guerras e Imigrações. Campo Grande: Editora da UFMS, 2004, p. 73-94 (ISBN 85-7613-023-8) .

- 2004 - O conhecimento histórico e a compreensão do passado: o historiador e a arqueologia das palavras. In: ZIERER, Adriana (coord.). Revista Outros Tempos, São Luís, UEMA, volume 1, 2004, p. 53-65 (ISSN 1808-8031) .

- 2004 - A expansão árabe na África e os Impérios Negros de Gana, Mali e Songai (sécs. VII-XVI). In: 'História Afro-brasileira organizado pelo Núcleo de Educação Aberta e a Distância da Ufes (ISBN 85-88909-20-0) .

- 2004 - O Espelho de Reis (1341-1344), do galego Álvaro Pais. In: MALEVAL, Maria do Amparo Tavares (org.). Estudos galegos 4. Niterói: EdUFF, 2004, p. 185-198 (ISBN 85-228-0385-4) .

- 2005 - A noção de pecado e os sete pecados capitais no Livro das Maravilhas (1288-1289) de Ramon Llull. In: FILHO, Ruy de Oliveira Andrade (org.). Relações de poder, educação e cultura na Antigüidade e Idade Média. Estudos em Homenagem ao Professor Daniel Valle Ribeiro - I CIEAM - VII CEAM. Santana de Parnaíba, SP: Solis, 2005, p. 425-432 (ISBN 85-9828-03-4) .

- 2005 - O que é, de que é feita e porque existe? Definições lulianas no Livro da Alma Racional (1296). In: Mirabilia 5 - Revista Eletrônica de História Antiga e Medieval - Journal of Ancient and Medieval History (ISSN 1676-5818), dezembro de 2005 .

- 2006 - A cultura castreja (c. III a. C. - I d. C.): a longa tradição de resistência ibérica. In: Revista Outros Tempos, São Luís, UEMA, volume 3, 2006 (ISSN 1808-8031), p. 37-58 .

- 2006 - O deambulatório dos anjos: o claustro do mosteiro de Sant Cugat del Vallès (Barcelona) e a vida cotidiana e monástica expressa em seus capitéis (séculos XII-XIII). In: LAUAND, Luiz Jean (coord.). Revista MIRANDUM, n. 17, Ano X, 2006, p. 39-58. São Paulo/Porto: CEMOrOc-USP - Univ. do Porto (ISSN 1516-5124) .

- 2006 - A experiência religiosa e mística de Ramon Llull: a infinidade e a eternidade divinas no Livro da contemplação (c. 1274). In: Scintilla - Revista de Filosofia e Mística Medieval. Curitiba: FFSB, vol. 3, n. 1, janeiro/junho 2006, p. 107-133 (ISSN 1806-6526) .

- 2006 - Las definiciones de las siete artes liberales y mecánicas en la obra de Ramon Llull. In: Revista Anales del Seminario de Historia de la Filosofía. Madrid: Universidad Complutense de Madrid (UCM), vol. 23 (2006), p. 131-164 (ISSN 0211-2337) .

- 2006-2007 - A meditatio mortis no Livro do Homem (1300) de Ramon Llull. In: Revista da Faculdade de Letras da Universidade do Porto - Série de Filosofia, II Série, volume XXIII/XXIV, Porto, 2006/2007, p. 237-260 (ISSN 0871-1658) .

- 2007 - “O homem é mau quando age contra Deus e contra a semelhança de Deus”: a maldade humana no Livro das Maravilhas (1288-1289) de Ramon Llull. In: Anais do II Simpósio Internacional de Teologia e Ciências da Religião (ISSN 1981-285x), Belo Horizonte, ISTA/PUC Minas, 2007 .

- 2007 - História e Memória: a importância da preservação e da recordação do passado. In: LAUAND, Jean (org.). Filosofia e Educação – Estudos 10. Edição Especial VIII Seminário Internacional CEMOrOc: Filosofia e Educação. São Paulo: Editora SEMOrOc (Centro de Estudos Medievais Oriente & Ocidente da Faculdade de Educação da USP) – Factash Editora, 2008, p. 81-89 (ISBN 978-85-89909-73-5) .

- 2008 - A Educação na Idade Média: a Retórica Nova (1301) de Ramon Llull. In: LAUAND, Luiz Jean (coord.). Revista NOTANDUM, n. 16, Ano XI, jan-jun 2008, p. 29-38. Editora Mandruvá - Univ. do Porto (ISSN 1516-5477) .

- 2008 - “Então os cruzados começaram a profanar em nome do pendurado”. Maio sangrento: os pogroms perpetrados em 1096 pelo conde Emich II von Leiningen (†c. 1138) contra os judeus renanos, segundo as Crônicas Hebraicas e cristãs. In: LAUAND, Jean (org.). Filosofia e Educação – Estudos 8. Edição Especial VIII Seminário Internacional CEMOrOc: Filosofia e Educação. São Paulo: Editora SEMOrOc (Centro de Estudos Medievais Oriente & Ocidente da Faculdade de Educação da USP) – Factash Editora, 2008, p. 35-61 (ISBN 978-85-89909-71-9) .

- 2008 - A conquista de Córdoba por Fernando III, o Santo. In: LAUAND, Jean (org.). Filosofia e Educação – Estudos 13. São Paulo: Editora SEMOrOc (Centro de Estudos Medievais Oriente & Ocidente da Faculdade de Educação da USP) – Factash Editora, 2008, p. 07-18 (ISBN 978-85-89909-76-1) .

- 2008 - Para que serve a História? Para nada... In: Sinais 3, vol. 1, junho/2008. Vitória: UFES, p. 43-70 (ISSN 1981-3988) .

- 2009 - A novela na Idade Média: O Livro das Maravilhas (1288-1289) de Ramon Llull. In: Raimundo Lúlio. Félix - O Livro das Maravilhas - Coleção Grandes Obras do Pensamento Universal - 95. São Paulo: Editora Escala, 2009, p. 09-20 (ISBN 978-85-389-0000-9) .

- 2009 - A Morte e as Representações do Além na Idade Média: Inferno e Paraíso na obra Doutrina para crianças (c. 1275) de Ramon Llull. In: Pequena Morte 17, Junho/Julho 2009 (ISSN 1980-6787) .

- 2009 – O papel do amor cortês e dos jograis na Educação da Idade Média: Guilherme da Aquitânia (1071-1127) e Ramon Llull (1232-1316). In: CASTRO, Roberto C. G. (org.). O Intérprete do Logos – Textos em homenagem a Jean Lauand. São Paulo: Factash Editora/ESDC, 2009 (ISBN 978-85-89909-96-9), p. 231-244  Archivado el 11 de diciembre de 2009 en Wayback Machine..

- 2009 – Duas imprecações medievais contra os advogados: as diatribes de São Bernardo de Claraval e Ramon Llull nas obras Da Consideração (c. 1149-1152) e O Livro das Maravilhas (1288-1289). In: PONTES, Roberto, e MARTINS, Elizabeth Dias (orgs.). Anais do VII EIEM - Encontro Internacional de Estudos Medievais - Idade Média: permanência, atualização, residualidade. Fortaleza/Rio de Janeiro: UFC / ABREM, 2009, p. 624-630 (ISBN 978-85-7564-449-2) .

- 2009 – A ciência no pensamento especulativo medieval. In: Sinais 5, vol. 1, setembro/2009. Vitória: UFES, p. 43-70 (ISSN 1981-3988) .

- 2009 - Breve história da Tapeçaria de Bayeux (c. 1070-1080). In: Potlach. Revista de História das Faculdades Integradas de Cataguases. Cataguases: FIC/FUNCEF, Ano 1, n. 1, 2009, p. 11-20 (ISSN 2176-3992) .

- 2009 - El Alma en la mística de San Bernardo de Claraval. In: Revista Humanidades 17-18. Departamento de Artes y Humanidades de la Universidad Andrés Bello. Santiago de Chile, junio-diciembre de 2009, p. 201-210 (ISSN 0717-0491) .

- 2009 - “A luz deriva do bem e é imagem da bondade”: a metafísica da luz do Pseudo Dionísio Areopagita na concepção artística do abade Suger de Saint-Denis. In: Scintilla. Revista de Filosofia e Mística Medieval. Curitiba: Faculdade de Filosofia de São Boaventura (FFSB), Vol. 6 - n. 2 - jul./dez. 2009, p. 39-52 (ISSN 1806-6526) .

- 2010 - Ramon Llull e a Beleza, boa forma natural da ordenação divina. In: Revista Internacional d'Humanitats. Ano XIII - n. 18 - jan.-abr 2010, p. 21-28 (ISSN 1516-5485) .

- 2010 - “A verdade é a medida eterna das coisas”: a divindade no Tratado da Obra dos Seis Dias, de Teodorico de Chartres (†c. 1155). In: ZIERER, Adriana (org.). Uma viagem pela Idade Média: estudos interdisciplinares. UFMA, 2010  (enlace roto disponible en Internet Archive; véase el historial, la primera versión y la última)..